# Oahupetrell
Oahupetrell (Pterodroma jugabilis) är en förhistorisk utdöd fågel i familjen liror som tidigare förekom i Hawaiiöarna.

## Kännetecken
Oahupetrellen var mycket liten i förhållande till andra nu levande arter i släktet. Det vetenskapliga artnamnet jugabilis ("sammanfogad") hänvisar till de ovanliga och nästan förenade supraorbitala saltkörtelhåligheterna i skallbenenet. Den har inga uppenbart nära släktingar i släktet.

## Upptäckt och utdöende
Fågeln är känd från subfossila benlämningar funna vid Barbers Point på Oahu och i Konadistriktet på Hawaii. Den häckade troligen på andra ställen i Hawaiiöarna och möjligen även vidare i Stilla havet. De flesta ben har hittats i samband med arkeologiska utgrävningar, vilket pekar på att arten var en födokälla för polynesier.

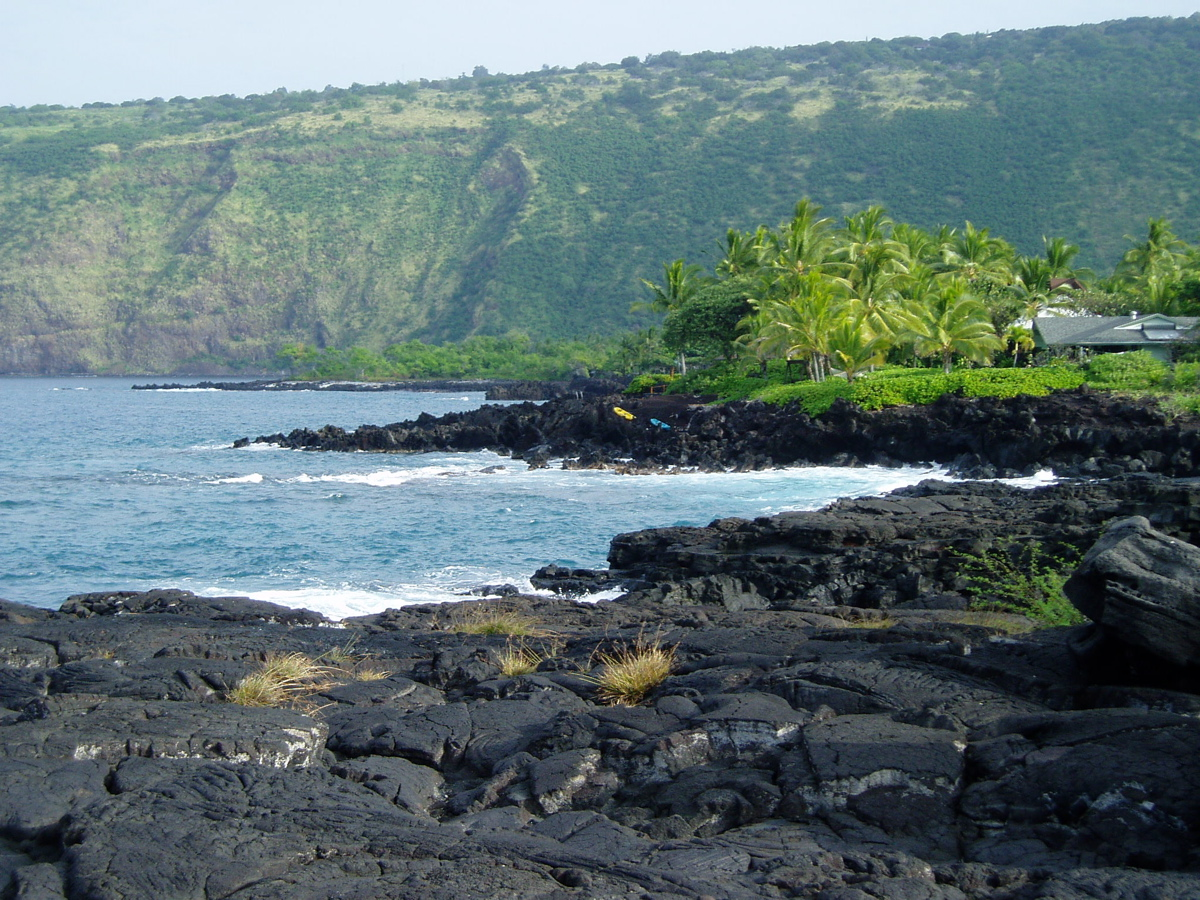
Här i Konadistriktet på Hawaiiön har oahupetrellens lämningar hittats.